# Власовка (Харьковская область)
Власовка (укр. Власівка) — село, 
Власовский сельский совет,
Кегичёвский район,
Харьковская область, Украина.
Код КОАТУУ — 6323180801. Население по переписи 2022 года составляет 600 человека.
Является административным центром Власовского сельского совета, в который, кроме того, входят сёла
Кофановка и
Шевченково.

## Географическое положение
Село Власовка находится на левом берегу реки Берестовая, выше по течению на расстоянии в 1 км расположено село Золотуховка, ниже по течению на расстоянии в 2 км расположено село Березовка (Красноградский район), на противоположном берегу - сёла Шевченково и Кофановка.

## История
- 1819 — дата основания.

## Объекты социальной сферы
- Школа.
- Клуб.
- Спортивная площадка.

## Достопримечательности
- Братская могила советских воинов.